# Titus Pankey
 (juin 2024).
Titus Pankey, né le 20 novembre 1925 à Hinton (Virginie-Occidentale, États-Unis) et mort le 20 septembre 2003 à Washington (district de Columbia), est un physicien et professeur américain dont la spécialité de recherche était la susceptibilité magnétique et la cosmologie, en particulier les supernovas.
Titus Pankeya été le premier titulaire d'un PhD de physique de l'université Howard et l'un des dix premiers titulaires noirs d'un doctorat en physique aux États-Unis. Il est notamment connu pour avoir été le premier à suggérer que les supernovas de type Ia sont alimentées par la désintégration du nickel 56.